# Volucella ruficauda
Volucella ruficauda är en tvåvingeart som beskrevs 1907 av Enrico Adelelmo Brunetti. Arten ingår i släktet humleblomflugor och familjen blomflugor och är endast känd från den indiska delstaten Sikkim. Inga underarter finns listade i Catalogue of Life.